# Needtobreathe
Needtobreathe (estilizado como NEEDTOBREATHE) es una banda cristiana estadounidense de música rock. Formada en el año 2002 en Seneca, Carolina del Sur (EE. UU.), está conformada por el vocalista y guitarrista Bear Rinehart, el guitarrista Bo Rinehart, el bajista Seth Bolt, y el batería Joe Stillwell. Los álbumes musicales por Needtobreathe son "The Feature" (2001), Daylight (2006), The Heat (2007), The Outsiders (2009), The Reckoning (2011), "Rivers In The Wasteland" (2014), "Live From the Woods at Fontanel" (2015), y "HARDLOVE" (2016).

## Discografía
- The Feature (2002)
- Daylight (2006)
- The Heat (2007)
- washed By.... (2008)
- The Outsiders (2009)
- The Reckoning (2011)
- Rivers In the Wasteland  (2014)
- Hard Love (2016)
- Out of Body (2020)
- Into the Mystery (2021)
- Caves (2023)